# Peterhof (Novgorod)
Peterhof (Latijn: curia sancti Petri) in Novgorod was een van de vier Hanzekantoren in de late middeleeuwen.
Het meest oostelijke kantoor van de Hanze, dat van Novgorod, stond aanvankelijk, sinds het midden van de 13e eeuw, onder invloed van het Gotländische Genossenschaft, de Duitse Gotlandvaarders. Het heeft een bijzondere historische betekenis doordat de interne reglementen van dit Hanzekantoor, de Novgoroder Schra - vanwege de zeven overgeleverde versies ook Schraen genoemd - als enige van alle hanzekantoren bewaard zijn gebleven. Daardoor is de organisatie van de Hanze te reconstrueren. Het hanzekantoor stond in een met palissaden omheinde wijk van Novgorod, die slechts één toegangspoort had.
Middelpunt en naamgever was de Sint-Peterskerk, waarvan het belang van de ongeveer tweehonderd kooplieden groter was dan gewoon maar een kerk. Het was een vergaderplaats, de bewaarplaats voor oorkonden en de kas, en tevens waag en pakhuis. Novgorod was het enige Hanzekantoor dat niet in een overzeese haven was gevestigd, en lag op de route van de Finse Golf via de Neva, het Ladogameer en de uit het Ilmenmeer komende Volchovrivier. Daarom moesten de goederen in platbodems overgeladen worden. Omdat de reis moeilijk en zwaar was, bleven de kooplieden of de gehele zomer (de zomervaarders) of de gehele winter (de wintervaarders) in de stad. Er was echter geen constante bewoning van kopers of medewerkers zoals in de andere drie hanzekantoren, Stalhof in Londen, Bryggen in Bergen en het Hanzekantoor van Brugge. De kas werd tijdens de afwezigheid volgens de verordeningen van de Schra in de Mariakerk in Visby op Gotland bewaard.
De Peterhof stond onder leiding van een Oldermann, met duidelijk groter bevoegdheden dan in de andere drie hanzekantoren, waarschijnlijk wegens de afgelegen ligging. De soevereiniteit was aanvankelijk in handen van Visby, maar kwam vanaf 1293 in handen van Lübeck, dat in die tijd sterk in macht groeide. Met het tot bloei komen van de Lijflandse Hanzesteden in de 15e eeuw werd ook Lübeck zijn suprematie ontnomen in 1442. Deze strijd om de macht toont de economische betekenis van dit oostelijke eindpunt van het handelssysteem van de Hanze, waarbij de goederen uit Vlaanderen en Londen (zoals laken) tegen basisproducten uit Rusland werden verhandeld. In 1494 werd de Peterhof door tsaar Ivan III gesloten en vernietigd. De handel van de Hanze, in het bijzonder Lübeck, verplaatste zich na enige tijd naar Pskov en Narva. In Novgorod zelf zijn na de vernietiging door tsaar Ivan geen Hanzegebouwen bewaard gebleven.